# Institute for Housing and Urban Development Studies
L'Institute for Housing and Urban Development Studies (IHS) est un institut international, faisant partie de l'université de Rotterdam, étudiant la gestion urbaine et le logement.